# Bataille de Verdun (1917)
Ne doit pas être confondu avec Bataille de Verdun (1916).
Pour les articles homonymes, voir Bataille de Verdun et Verdun (homonymie).
 (juin 2020).
Première Guerre mondiale
Batailles
Front d'Europe de l’Ouest
- Liège (8-1914)
- Namur (8-1914)
- Frontières (8-1914)
- Anvers (9-1914)
- Grande Retraite (9-1914)
- Marne (9-1914)
- Course à la mer (9-1914)
- Yser (10-1914)
- Messines (10-1914)
- Ypres (10-1914)
- Givenchy (12-1914)
- 1re Champagne (12-1914)
- Hartmannswillerkopf (1-1915)
- Neuve-Chapelle (3-1915)
- 2e Ypres (4-1915)
- Colline 60 (4-1915)
- Artois (5-1915)
- Festubert (5-1915)
- Quennevières (6-1915)
- Linge (7-1915)
- 2e Artois (9-1915)
- 2e Champagne (9-1915)
- Loos (9-1915)
- Verdun (2-1916)
- Redoute Hohenzollern (3-1916)
- Hulluch (4-1916)
- 1re Somme (7-1916)
- Fromelles (7-1916)
- Arras (4-1917)
- Vimy (4-1917)
- Chemin des Dames (4-1917)
- 3e Champagne (4-1917)
- 2e Messines (6-1917)
- Passchendaele (7-1917)
- Cote 70 (8-1917)
- 2e Verdun (8-1917)
- Malmaison (10-1917)
- Cambrai (11-1917)
- Bombardements de Paris (1-1918)
- Offensive du Printemps (3-1918)
- Lys (4-1918)
- Aisne (5-1918)
- Bois Belleau (6-1918)
- 2e Marne (7-1918)
- 4e Champagne (7-1918)
- Château-Thierry (7-1918)
- Le Hamel (7-1918)
- Amiens (8-1918)
- Cent-Jours (8-1918)
- 2e Somme (9-1918)
- Bataille de la ligne Hindenburg
- Meuse-Argonne (10-1918)
- Cambrai (10-1918)

Front italien
Front d'Europe de l’Est
Front des Balkans
Front du Moyen-Orient
Front africain
Bataille de l'Atlantique
La bataille de Verdun de 1917 ou seconde bataille de Verdun est une bataille qui se déroula dans la région de Verdun, en Lorraine, durant la Première Guerre mondiale.
Le 20 août 1917, l'armée de Verdun, sous les ordres du général Guillaumat, attaque, à gauche et à droite de la Meuse, sur un front de 18 kilomètres : à droite, la côte de Talou, Champneuville, la cote 344 sont enlevées ; à gauche, le Mort-Homme, le bois des Corbeaux, d'Avocourt, de Cumières sont repris. Le lendemain, prise de Samogneux sur la rive droite, de Regnéville et de la Côte de l'Oie sur la rive gauche. Le 24, après avoir repoussé des contre-attaques, la cote 304 est enlevée, et le 26, le bois des Fosses et le bois de Beaumont. En septembre, après l'occupation du bois des Caurières, l'Armée française est revenue à ses anciennes lignes de 1916. Les tentatives allemandes du début d'octobre pour reprendre ces positions resteront infructueuses.

## Contexte
Abandonnant provisoirement toute idée d'offensive générale, Pétain, le nouveau commandant en chef des armées du Nord et du Nord-Est, va passer à des offensives limitées, mais énergiques avec l'emploi de l'artillerie lourde à grande portée, minutieusement préparées par des reconnaissances aériennes.
« L’offensive du 20 août 1917 fut intensivement préparée par des prises massives de photos aériennes en nombre inconnu jusqu’à cette date.

Chaque division d’attaque disposait d’un ballon captif, de même que les corps d’armée et les groupements d’artillerie lourde. L’A.L.G.P. (artillerie lourde à grande puissance) avait, pour sa part, l’usage exclusif de deux ballons captifs de type Caquot amélioré alors qu’un total de 21 ballons était en ascension le jour de l’offensive. »

## Forces en présence

### France
Rive gauche :
- 13e corps
  - 25e DI, 26e DI
- 16e corps
  - 31e DI, 32e  DI
- Division marocaine

Rive droite :
- 15e corps
  - 126e DI, 123e DI
- 32e corps
  - 40e DI, 42e DI, 165e DI

Artillerie lourde à grande puissance
- Groupes et batteries des 73e, 74e, 77e et 78e RALGP

Aéronautique
- Escadrille 210 avec 10 Breguet 14 A.2 et 5 Letord 1
- Escadrille 213 avec 10 Breguet 14 A.2 et 5 Letord 1

### Empire allemand
- 4 divisions entre Avocourt et la Meuse
- 5 divisions entre la Meuse et Étain
- 5 divisions en réserve
- 400 batteries

## Déroulement

### Rive gauche

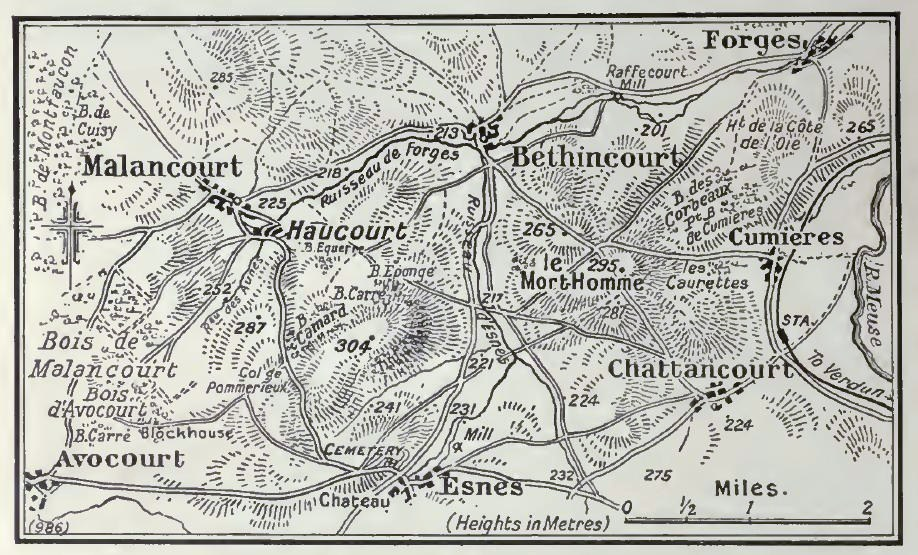
Le Mort-Homme et la cote 304

Sur la rive gauche, engagé le plus à l'ouest, le 13e corps du général Linder progresse au nord du ruisseau de Forges, encercle la cote 304 et l'enlève le 24 août. À droite, aux côtés du 16e corps du général Corvisart, le 81e RI reprend les hauteurs du Mort-Homme. Les tunnels Bismarck et du Kronprintz sont occupés, ainsi que le tunnel Gallwitz, pris par la division marocaine du général Degoutte qui, engagée à la droite du 16e corps, enlève également le bois des Corbeaux, Cumières et la Côte de l'Oie.
« Le 20 août 1917, sous les ordres du lieutenant-colonel Rollet, le régiment de marche de la Légion étrangère a enlevé le village de Cumières et son bois, avec une telle fougue, qu'il a dépassé l'objectif final qui lui était assigné. S'est ensuite rendu maître de la côte de l'Oie et de Regnéville. »

### Rive droite

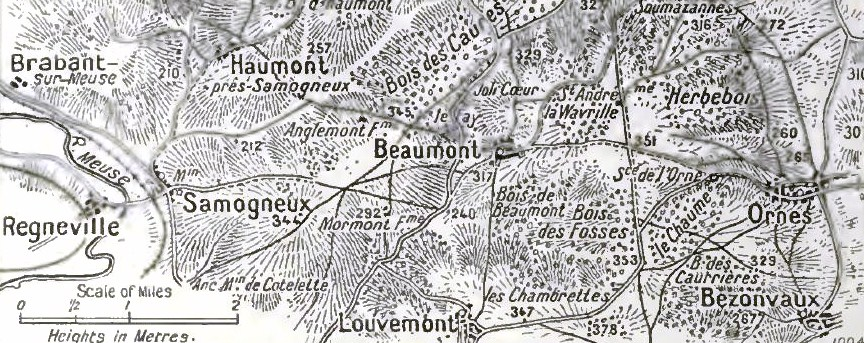
Rive droite de la Meuse, Verdun, 1917.

Sur la rive droite, le 15e corps du général de Fonclare est engagé entre Vacherauville et Louvemont. La 126e DI va s'emparer de la côte du Talou et de Samogneux, tandis que la 123e DI occupe les cotes 326 et 344. Malgré les contre-attaques et les tirs de barrage de l'artillerie allemandes du Bois des Caures, le 32e corps du général Passaga se maintient au Bois des Fosses et, le 8 septembre, s'empare du bois des Caurières.

Les cotes 344 et 326 étant toujours à portée d'éventuelles contre-attaques allemandes, Guillaumat et Passaga voudraient poursuivre la lutte. Mais Pétain, commandant en chef, et Fayolle, responsable du groupe d'armées, ne veulent pas d'une nouvelle bataille d'usure et le 18 septembre les opérations offensives sont suspendues.

## Résultat
« L’opération du 20 août 1917 à Verdun demeure, avec l’attaque de la Malmaison entreprise deux mois plus tard, un des symboles les plus achevés des attaques locales à objectifs limités. Les détracteurs du GQG du Général Pétain pouvaient certes objecter qu’une pareille stratégie amènerait à court terme la ruine du pays, puisque cette seule attaque absorba en sept jours 120 000 tonnes de projectiles correspondant au tir de 4 millions d’obus couvrant de 6 tonnes d’acier chaque mètre du front, pour un prix de 700 millions de francs de l’époque ! »

## Décoration
- VERDUN (1917), MORT-HOMME (1917) sont inscrits sur le drapeau des régiments cités lors de cette bataille.